# Громобой (опера)
«Громобой» — фантастическая опера в четырех действиях, пяти картинах. Либретто Д. Т. Ленского по первой части баллады В. Жуковского «Двенадцать спящих дев». Музыка А. Верстовского. Громобой — последняя опера А. Верстовского. Сюжет оперы «Громобой» взят из первой части поэмы Жуковского «Двенадцать спящих дев», а сюжет оперы «Вадим, или Пробуждение двенадцати спящих дев» — из второй.

## История
Либретто оперы «Громобой» написал актер и переводчик водевилей Д. Т. Ленский по первой части баллады Жуковского «Громобой или Двенадцать спящих дев». Есть основания полагать, что опера была закончена в 1853—1854 годах, но из-за пожара в Большом театре, первая постановка оперы состоялась только 24 января 1857 года и была приурочена к открытию Большого театра после пожара.
Зрители отзывались о постановке как о «великолепном спектакле». В сезоне 1856/1857 годов спектакль демонстрировался 14 раз. Опера была в репертуаре Большого театра до 1861 года. Дирижер Сергей Штуцман, режиссер-постановщик Николай Савицкий, балетмейстер Теодор (Шион).
Если сравнивать музыку А.Верстовского, то в опере «Громобой» она отличается большей сложностью, композитор много внимания уделяет развитым речитативам. В одной из арий Рогнеды есть мелодический ход, проходящий от си второй октавы до соль малой октавы. В партии Громобоя также есть подобное явление, которое охватывает диапазон от басо-профундовых низов до баритоновых верхов. Партия Олега кажется необычной по своей высокой тесситуре. Си бемоль первой октавы встречается 14 раз на протяжении 34 тактов.
Композитор А. Верстовский писал партии Отшельника и Гонца специально под И. Лазарева и М. Владиславлева.

Декорации и эскизы оперы «Громобой»
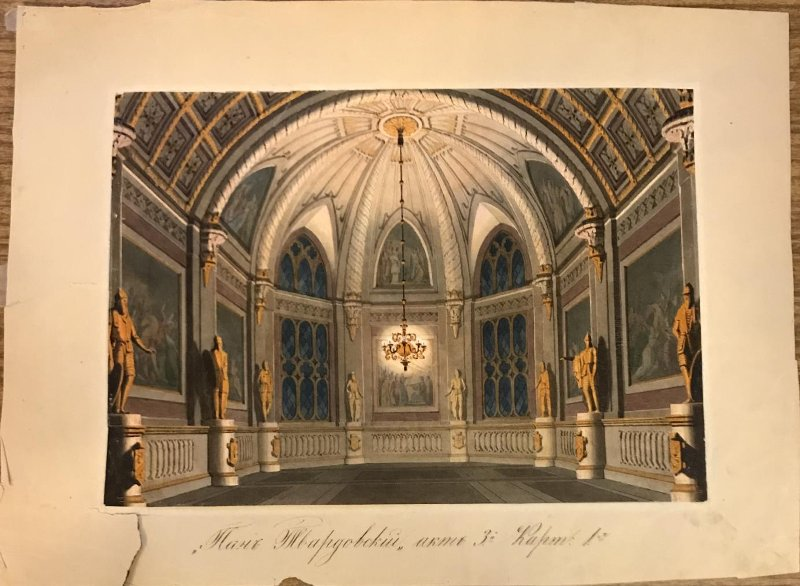
Эскиз декорации. Высокая сводчатая круглая комната со статуями по стенам
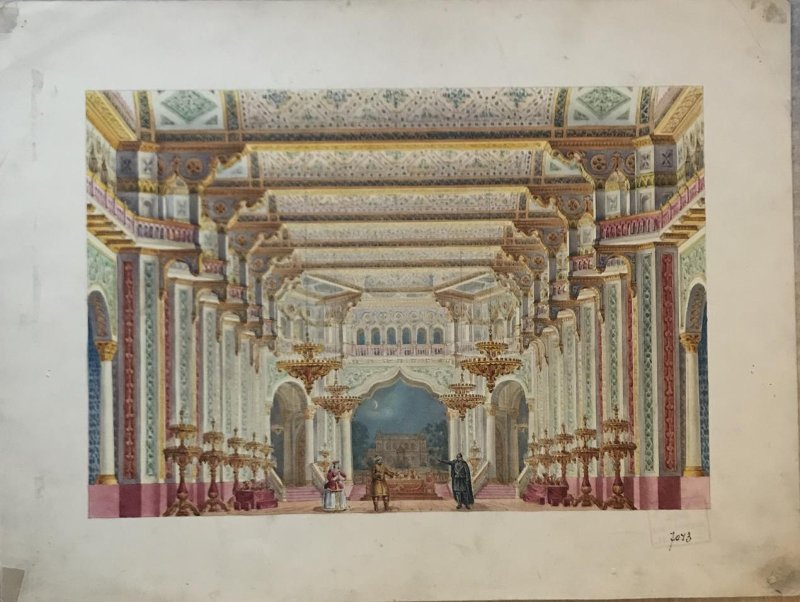
Эскиз декорации. Дворец Громобоя
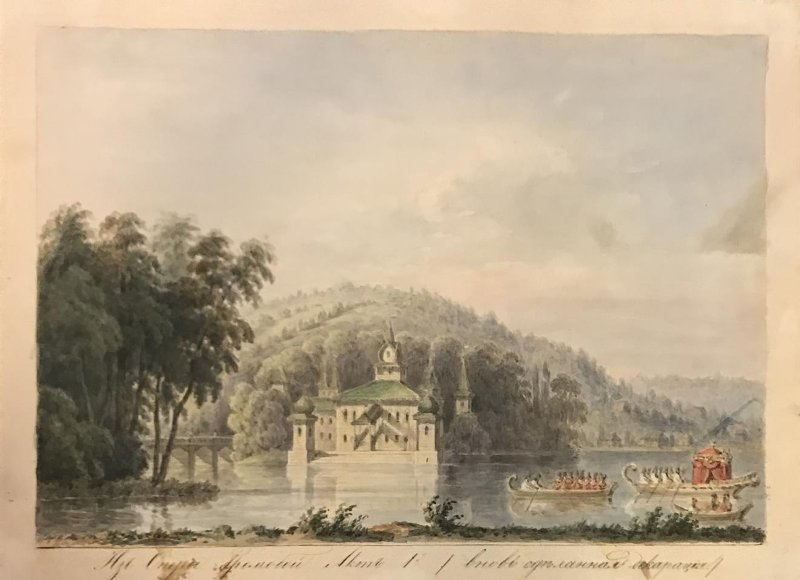
Эскиз декорации. Дворец Громобоя
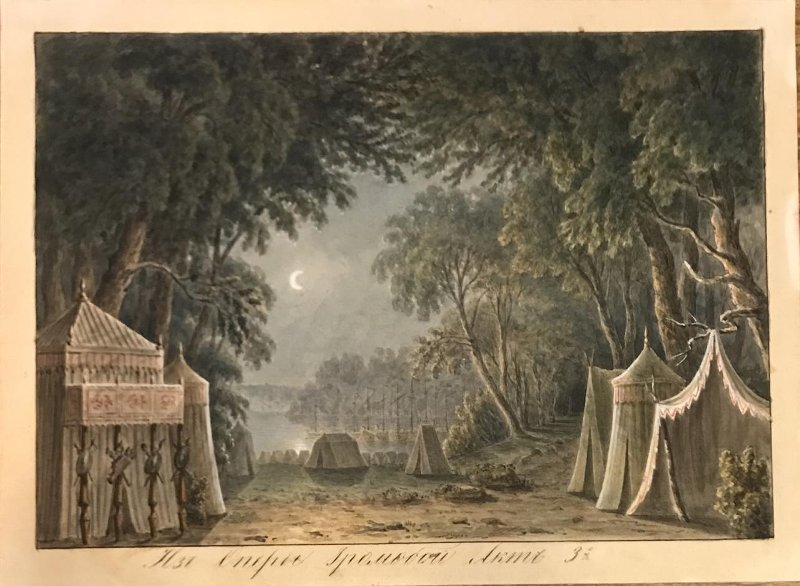
Эскиз декорации. Третий акт. Берег Днепра
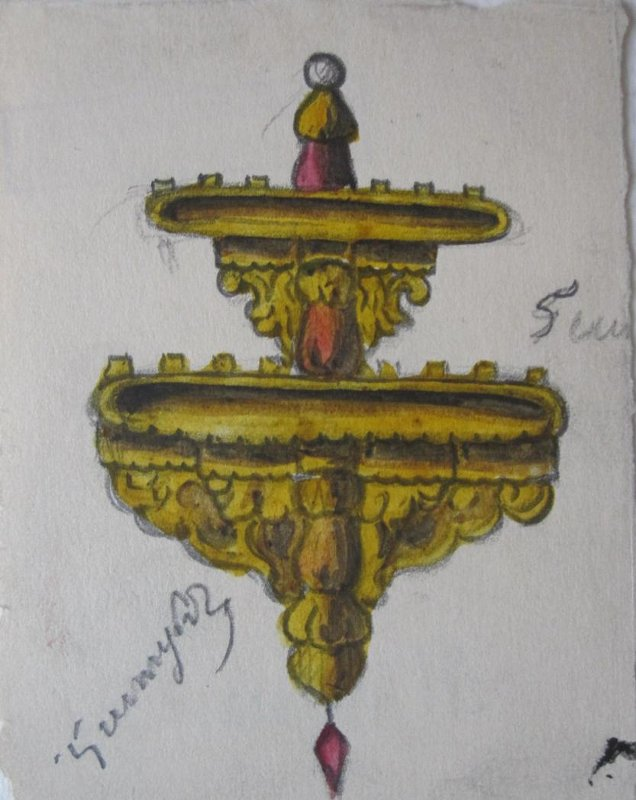
Эскиз бутафории. Люстра
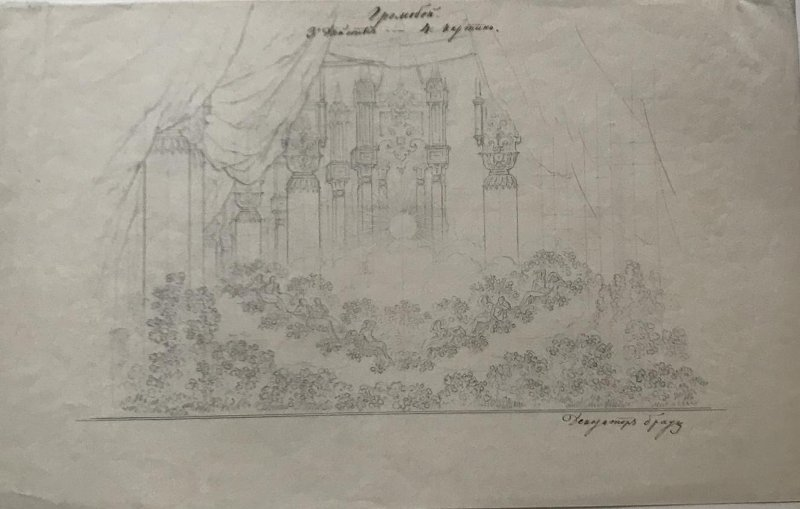
Эскиз декорации. Четвертая картина третьего акта. "Громобой"
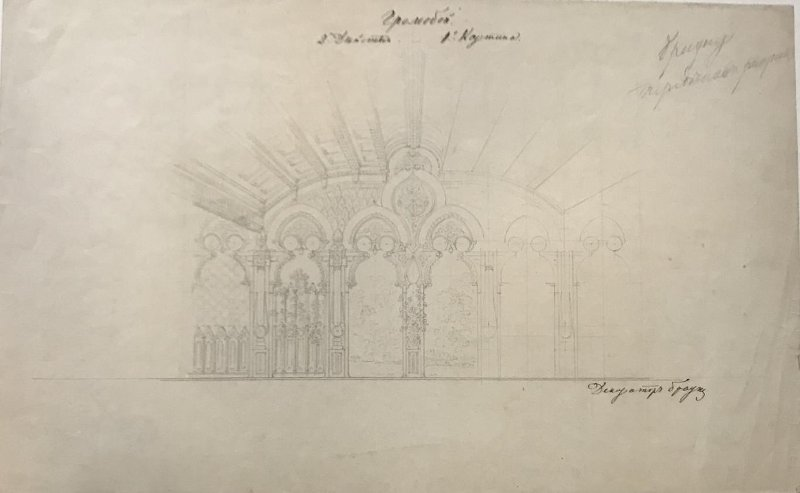
Эскиз декорации. Первая картина второго акта "Громобой"
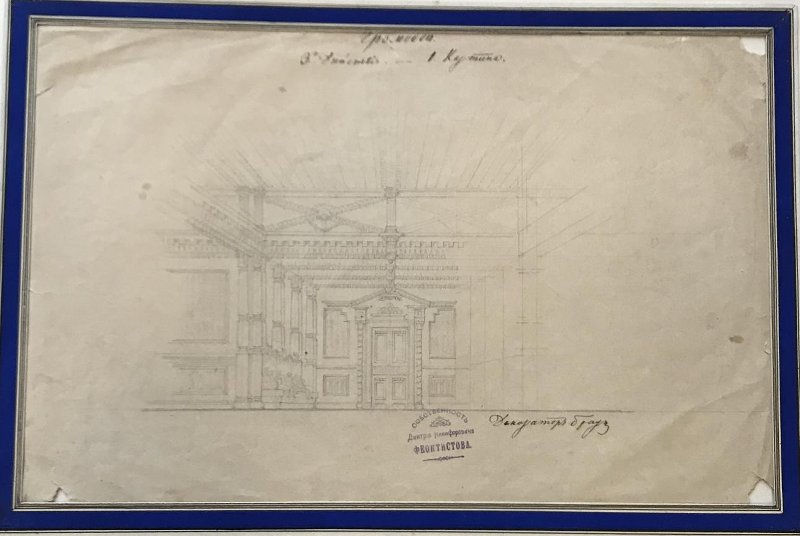
Эскиз декорации. Первая картина третьего акта
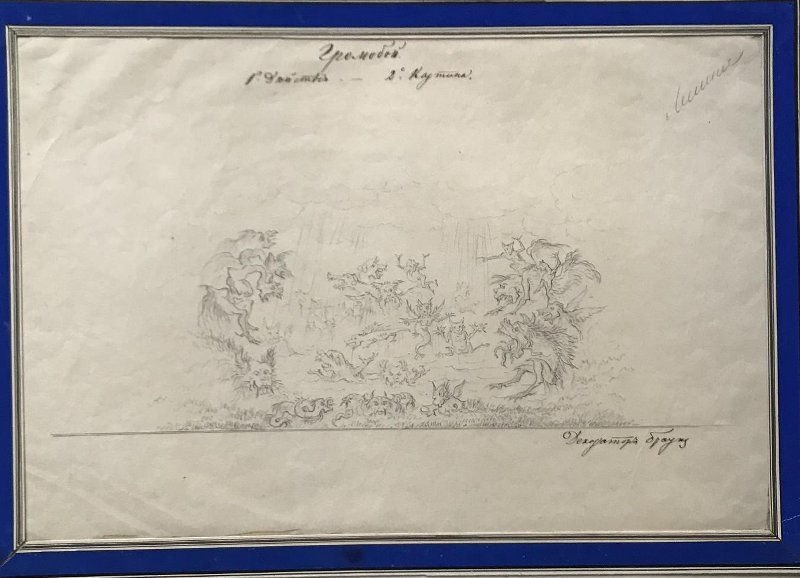
Эскиз декорации. Вторая картина первого акта. Поляна с фантастическими животными
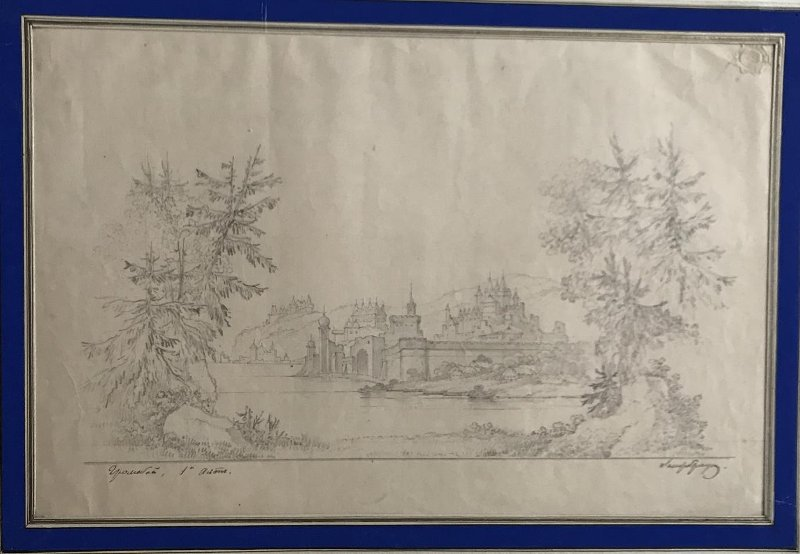
Эскиз декорации. Первый акт. Берег реки "Громобой"

Действия Громобоя и Рогнеды проходят на фоне танцев, народных игрищ и песен дружинников. В первой поставке оперы за заключением договора между Громобоем и Асмодеем, наблюдали такие персонажи, как баба-яга, носящаяся на помеле, русалки, лешие, ведьмы, водяные, огненные змеи, домовые, там же находились черные кошки, лягушки, раздавался треск, гром, свист, вой и хохот.
Во время пира на сцене находилось свыше 200 действующих лиц, среди которых жены Громобоя, красавицы из восточных стран и племен в национальных костюмах. Декорации представляли собой великолепные чертоги, освещаемые тысячами огней. В увертюре «Громобоя» много мелодий, которые основываются на интонациях цыганских напевов, интонациях русской крестьянской и городской песенности. Выделяется бурно-темпераментный «Валахский танец», который впоследствии исполнялся в симфонических концертах Русского Музыкального общества. Также привлекают внимание две арии Рогнеды, которые передают чувство страстной тоски, арии Громобоя патриотической направленности, песня Чешко и Козырька про щучку, ария Милаши, хор дружинников Олега.
Б. В. Асафьев говорил, что «Громобой» — наиболее характерное явление в славянско-российском стиле. Зрители легко понимали антиваряжские тенденции, которые скрывались за романтической феерией оперы.
Партитуры оперы дошли до наших дней в количестве нескольких экземпляров, но и они содержат ошибки и сложно читаемы.
Опера «Громобой» за небольшие сроки показа принесла немалый доход. Мнения критиков про степень успешности оперы были различны. Кто-то заявлял про огромный успех, другие уверяли, что только личное влияние автора на труппу привело к тому, что оперу все-таки поставили.
Новая постановка оперы «Громобой» была показана зрителям 7 января 1865 года. Режиссер Николай Савицкий, дирижер Иван Шрамек, балетмейстер Фёдор Манохин.

## Действующие лица
- Громобой, сын Вадима Новгородского — Д. Куров
- Отшельник — И. Лазарев
- Чешко, крестьянин — А. Бантышев
- Милана, его суженая — Е. Бороздина
- Аскольд, князь Киевский — К. Божановский
- Дир, князь Киевский — П. Бобовский
- Асмодей — Д. Миленский
- Рогнеда, жена Громобоя — Е. Семенова
- Наперсница Рогнеды — М. Легошина
- Козырек, шут Громобоя — А. Лавров
- Князь Олег, переодетый гонцом — М. Владиславлев
- Тень Рогнеды — Э. Бушек

## Либретто
Громобой живет в лесной глуши. Он стал нищим скитальцем после того, как его отца Вадима Новгородского убили варяги Аскольд и Дир. Громобоя сильно мучит желание отомстить целому народу завоевателей за кровь своего отца. Громобой хочет покончить с собой, но появляется злой дух Асмодей, который предлагает сделку: Громобой отдаст свою душу и души двенадцати дочерей Асмодею, в обмен на обретение власти, 10 лет богатства, и возможность отомстить своим врагам. Громобой соглашается на этот шаг.
Через 9 лет Громобой устраивает в своих палатах пир в честь Аскольда и Дира. У Громобоя есть жена Рогнеда, которая раньше была возлюбленной Аскольда, но была брошена им ради гречанки Елены, которую привезли из Царьграда. Рогнеда также как и ее муж мучается жаждой мести, и тоже находится в сговоре с Асмодеем. Ценой своей души Рогнеда покупает могильный курган на берегу Днепра для Аскольда.
Появляется князь Олег, переодетый гонцом. Он хочет расправиться с Аскольдом и Диром, которые захватили власть. Он предлагает Громобою заманить их на берег. Во время пира, когда Аскольд и Дир прибывают с огромной свитой, выходит прекрасно одетая Рогнеда, в которой Аскольд узнает свою бывшую возлюбленную. Когда гости просят спеть Рогнеду, она исполняет печальную песню, навевающую грусть на присутствующих.
Чешко и шут Козырек поют удалую песню про щучку, в которой можно увидеть предсказание судьбы Аскольда и Дира. Приходит раб, который докладывает о прибытии варяжских купцов, желающих поклониться князьям. Все идут к берегу Днепра, где Аскольда и Дира убивают дружинники Олега.
Когда жизнь Громобоя подходит к концу, он понимает, что очень одинок. Его жена Рогнеда пропала куда-то давным-давно. Он с чувством ужаса ждет приближения смерти. Но душевные муки, которые он испытывает и искреннее раскаяние, не дают Асмодею завладеть его душой. Происходит очищение и прощение Громобоя. Его двенадцать дочерей погружаются в волшебный сон на долгие годы.
В первом действии события происходят под Киевом в IX веке, во втором — в теремах Громобоя, третье действие разворачивается на берегу Днепра, и четвертом — под Киевом у Громобоя. Между третьим и четвертым действием проходит год.